# Michel Vaillant
Michel Vaillant er en klassisk fransk racer-tegneserie. Den blev skrevet og tegnet af Jean Graton fra 1957 og ind i dette årtusinde.
I Danmark startede serien i fart og tempo i 1967 under navnet Mark Breton. I 1980 udkom et par historier i seriebladet Zack under serietitlen Mark Breton, men i Zack nr. 6 skifter serien titel til den originale Michel Vaillant efter en misforståelse mellem udgiveren Interpresse og ejeren af navnet Mark Breton, Gutenberghus. 1981-1983 blev tre historier udgivet i Serie solo.
1989-1990 udgav Carlsen de første 6 album under serietitlen Mark Bretons klassiske eventyr, og i 2011 udgav Donovan Comics det 7. album med serietitlen Michel Vaillant. Forlaget mellemgaard udgav bind 8 i maj 2023.

## Oversigt
36 af de første 39 album er udgivet på dansk, enten i album eller som føljeton i serieblade, eller begge dele. Derudover er en række korte historier udgivet på dansk, de er ikke med i oversigten endnu.
| Michel Vaillant – oversigt   | Michel Vaillant – oversigt   | Michel Vaillant – oversigt          | Michel Vaillant – oversigt | Michel Vaillant – oversigt | Michel Vaillant – oversigt | Michel Vaillant – oversigt                 | Michel Vaillant – oversigt | Michel Vaillant – oversigt |
| ---------------------------- | ---------------------------- | ----------------------------------- | -------------------------- | -------------------------- | -------------------------- | ------------------------------------------ | -------------------------- | -------------------------- |
| Fransksproget originaludgave | Fransksproget originaludgave | Fransksproget originaludgave        | Antal sider                | Antal sider                | Danske udgaver             | Danske udgaver                             | Danske udgaver             | Danske udgaver             |
| Serieblad                    | Album                        | Titel                               | Antal sider                | Antal sider                | Udgivet i                  | Titel og evt. nr.                          |                            |                            |
| 1958-01-01 – 10-22           | 1 (1959)                     | Le grand défi                       | 62                         | 62                         | f&t 66/1-7 Serie solo 7    | Kampen om "Motorsportens blå bånd" (1)     |                            |                            |
| 1958-01-07 – 08-05           | 2 (1960)                     | Le pilote sans visage               | 62                         | 62                         | f&t 67/4-11 f&t alb 1.1    | Køreren uden ansigt (2)                    |                            |                            |
| 1959-08-19 – 1960            | 3 (1961)                     | Le circuit de la peur               | 62                         | 62                         | f&t 67/23-30 f&t 74/9-16   | Frygten kører med (3)                      |                            |                            |
| 1960-03-30 – 10-27           | 4 (1962)                     | Route de nuit                       | 62                         | 62                         | f&t 67/42-52               | Natruten (4)                               |                            |                            |
| 1960-11-24 – 1961            | 5 (1963)                     | Le 13 est au départ                 | 62                         | 62                         | f&t 68/3-9 f&t 74/17-25    | Nr. 13 starter (5)                         |                            |                            |
| 1961-07-04 – 1962            | 6 (1964)                     | La trahison de Steve Warson         | 62                         | 62                         | f&t 68/15-19 tmp 78/24-32  | Mark Breton i Texas / Den am. forræder (6) |                            |                            |
| 1962-02-06 – 09-04           | 7 (1964)                     | Les casse-cou                       | 62                         | 62                         |                            | Vovehalsene (7)                            |                            |                            |
| 1962-09-11 – 1963            | 8 (1965)                     | Le 8e pilote                        | 62                         | 62                         | f&t 68/26-33               | Den ottende kører (8)                      |                            |                            |
| 1963-04-16 – 11-12           | 9 (1965)                     | Le retour de Steve Warson           | 62                         | 62                         |                            | (Steve Warson vender tilbage)              |                            |                            |
| 1964-02-18 – 09-15           | 10 (1966)                    | L'honneur du samouraï               | 62                         | 62                         | f&t 68/34-40               | Kampen om verdensmesterskabet              |                            |                            |
| 1964-11-03 – 1965            | 11 (1966)                    | Suspense à Indianapolis             | 62                         | 62                         | f&t 68/41-51 tmp 77/37-49  | Mark Breton og gangsterkørerne             |                            |                            |
| 1965-07-20 – 12-07           | 12 (1967)                    | Les chevaliers de Königsfeld        | 62                         | 62                         | f&t 71/34-46               | Mark Breton og spøgelsesridderne           |                            |                            |
| 1966-01-18 – 07-19           | 13 (1968)                    | Concerto pour pilotes               | 62                         | 62                         | f&t 68/52-69/10            | Mark Breton og luftakrobaterne             |                            |                            |
| 1967-01-17 – 06-06           | 14 (1968)                    | Mach 1 pour Steve Warson            | 44                         | 44                         | f&t 69/20-27               | Hurtigere end lyden                        |                            |                            |
| 1967-07-11 – 11-28           | 15 (1969)                    | Le cirque infernal                  | 44                         | 44                         | f&t 69/35-41 Superhæfte 3  | Mark Breton kører stock-car!               |                            |                            |
| 1967-12-05 – 1968            | 16 (1969)                    | Km. 357                             | 44                         | 44                         | f&t 72/8-15                | Bomber mod Mark Breton                     |                            |                            |
| 1968-05-14 – 10-01           | 17 (1970)                    | Le fantôme des 24 heures            | 44                         | 44                         | f&t 70/1-10                | Mystik på racerbanen                       |                            |                            |
| 1968-11-12 – 1969            | 18 (1970)                    | De l'huile sur la piste!            | 44                         | 44                         | f&t 70/18-28 f&t alb 2.1   | Intriger på banen!                         |                            |                            |
| 1969-07-15 – 12-02           | 19 (1971)                    | Cinq filles dans la course          | 44                         | 44                         | f&t 70/44-70/2             | 5 piger kører med                          |                            |                            |
| 1970-02-03 – 06-23           | 20 (1971)                    | Rodéo sur 2 roues                   | 44                         | 44                         | f&t 71/20-33 f&t alb 2.6   | Mark Breton kører moto-cross               |                            |                            |
| 1970-11-17 – 1971            | 21 (1972)                    | Massacre pour un moteur!            | 44                         | 44                         | f&t 72/18-25               | Massakre på banen                          |                            |                            |
| 1971-05-11 – 08-24           | 22 (1972)                    | Rush                                | 44                         | 44                         | f&t 72/30-37 f&t alb 2.10  | Rush – mod Ildlandet!                      |                            |                            |
| 1971-12-28–1972              | 23 (1973)                    | Série noire                         | 44                         | 44                         | f&t 72/47-73/1             | Mark Bretons ensomme kamp                  |                            |                            |
| 1972-09-19–11-28             | 24 (1973)                    | Cauchemar                           | 47                         | 47                         | f&t 73/41-47               | Mark Breton kører månebil                  |                            |                            |
| 1974-01-01–03-12             | 25 (1974)                    | Des filles et des moteurs           | 46                         | 46                         | f&t 74/43-46               | Mod nye sejre                              |                            |                            |
| 1974-08-06–10-08             | 26 (1974)                    | Champion du monde                   | 46                         | 46                         | f&t 75/11-15               | Verdensmester                              |                            |                            |
| 1975-01-07–03-18             | 27 (1975)                    | Dans l'enfer du safari              | 46                         | 46                         | tempo 76/8-14              | Safari pr. sportsvogn                      |                            |                            |
| 1975-07-01–09-02             | 28 (1975)                    | Le secret de Steve Warson           | 46                         | 46                         | tmp 76/15-22               | Steve Warsons hemmelighed                  |                            |                            |
| 1975-11-25–1976              | 29 (1976)                    | San Francisco Circus                | 46                         | 46                         | tmp 76/45-51               | San Francisco Circus                       |                            |                            |
|                              | 30 (1977)                    | Les jeunes Loups                    | 47                         | 47                         | tmp 78/7-14                | De unge ulve                               |                            |                            |
|                              | 31 (1978)                    | La révolte des rois                 | 44                         | 44                         | tmp 78/40-46               | Oprør i toppen                             |                            |                            |
|                              | 32 (1978)                    | Le prince blanc                     | 44                         | 44                         | tmp 79/12-18               | Den hvide fyrste                           |                            |                            |
|                              | 33 (1979)                    | La silhouette en colère             | 45                         | 45                         |                            | (Den vrede silhuet)                        |                            |                            |
|                              | 34 (1979)]                   | K.O. pour Steve Warson              | 46                         | 46                         | Zack 2                     | Knock-out for Steve Warson                 |                            |                            |
|                              | 35 (1980)                    | Le galérien                         | 46                         | 46                         | Zack 6                     | Galejslaven                                |                            |                            |
|                              | 36 (1980)                    | Un pilote a disparu                 | 46                         | 46                         | Serie solo 1               | Den forsvundne formel 1-kører              |                            |                            |
|                              | 37 (1980)                    | L'inconnu des 1000 pistes           | 46                         | 46                         |                            | (Det ukendte af de 1000 spor)              |                            |                            |
|                              | 38 (1981)                    | Steve Warson contre Michel Vaillant | 46                         | 46                         | Serie solo 4               | Warson mod Vaillant                        |                            |                            |
|                              | 39 (1981)                    | Rallye sur un volcan                | 46                         | 46                         | Super- tempo 83/2          | Rally på vulkaner!                         |                            |                            |